# Anomala denticrus
Anomala denticrus är en skalbaggsart som beskrevs av Friedrich Ohaus 1910. 
Anomala denticrus ingår i släktet Anomala och familjen Rutelidae. Inga underarter finns listade i Catalogue of Life.